# Bäst i test (TV-program)
Bäst i test är ett svenskt årligen återkommande humoristiskt tävlingsprogram med Babben Larsson och David Sundin som programledare. Programmet, som hade premiär i Sveriges Television den 10 mars 2017, sänds sedan 12 januari 2024 i TV4 då de året innan köpt rättigheterna till programformatet (se Bäst i test England).
Bäst i test går ut på att en fast panel tillsammans med en känd gäst tävlar mot varandra i att utföra udda utmaningar bäst och på kortast stipulerad tid. David Sundin är tävlingsledare och Babben Larsson domare. Programmet är baserat på en brittisk förlaga, Taskmaster, som sänds på tv-kanalen Channel 4. Programmet vann Kristallen 2019 som årets program och 2020 som årets underhållningsprogram.
Bäst i test (säsongerna 1–7) har även sänts i finsk television på MTV Katsomo under namnet Suurmestari Ruotsi. (se även Suurmestari)

## Format
Bäst i test är ett lek- och underhållningsprogram där en grupp av fem tävlande i varje avsnitt, personer från medie- och underhållningsbranschen, tävlar om vem som bäst utför en rad olika tester. I varje avsnitt visas deltagarna genomföra dessa tester under övervakning av och ibland även assisterade av David Sundin.  Testerna genomförs i och kring ett hus i Stockholmsregionen. Efter varje genomfört test bedöms dessa av Babben Larsson i en studio i Filmhuset på Gärdet i Stockholm. Två av programmets tester genomförs också i studion, dels ett segment kallat Mitt i Programmet, samt ett finaltest. Rankningen av testernas genomförande sker vanligtvis i poängskalan 1-5, om inte annat uppges. Vinnaren av ett avsnitt vinner ett pris som de får ta med sig hem. Mot slutet av varje säsong räknas poängen från säsongens alla avsnitt ihop och den som fått högst poäng vinner och får lyfta en byst i guld, föreställande Babben Larsson, över sitt huvud.

## Programmets struktur och utveckling
Varje avsnitt inleds med en presentation av deltagarna och en trailer som visar vad tittarna har att förvänta sig av kvällens avsnitt. I varje trailer ses Babben Larsson sitta och skriva tester på en skrivmaskin och trailern avslutas också med att hon förseglar och stämplar testbrevet med ett rött vaxsigill, med programmets logotyp "BiT".
I studion sitter Babben och David vid ett varsitt skrivbord bredvid varandra. Babbens skrivbord är högre än Davids och hennes stol är också bekvämare. David har en liten obekvämare plats, detta för att symbolisera maktförhållandet mellan dem, där Babben ska föreställa dominerande, medan David har en mer kuvad roll. Detta visas även genom att Babben under programmets gång utsätter David för verbala elakheter i studion för att visa sin auktoritet.
Deltagarna sitter på två soffor, vinklade 90 grader från skrivborden så att det bildas en öppen yta mellan skrivborden och sofforna. Mitt emot deltagarna är den skärm placerad, som inspelningarna från testhuset visas från.
Testerna startar med att Babben beordrar David att introducera testet, vilket också sker på den stora bildskärmen, där platsen för testet introduceras.

### Panelen
Bäst i test under SVT:s tid bestod av fyra huvuddeltagare i en fast panel under en säsong. Utöver det tillkom en gästande deltagare varje avsnitt. Den första säsongen hade 4 gästdeltagare, den andra säsongen 8 gäster, den tredje säsongen 7 gäster, och den fjärde till och med sjunde säsongen hade 9 gästande deltagare. (Säsong 6 hade tio gäster, eftersom en deltagare från en tidigare säsong fick hoppa in som ersättare för en av de ordinarie gästerna i studion.)
År 2024, när programmet övergick till TV4, förändrades detta. Sedan dess består den fasta panelen av fem deltagare som tävlar säsongen ut. Inga gäster förekommer i panelen i studion.

### Testhuset (Inspelningsplats)
Bäst i tests huvudsakliga tester spelas in i och kring ett hus i Stockholmsregionen. Det är ett hus som hyrs av produktionsbolaget för inspelningen men som i programmet uppges vara Babbens hus. Babben syns dock aldrig till vid huset under inspelningsperioderna. Inspelningsperioderna brukar pågå i testhuset under sommaren och hösten året innan säsongen sänds.
Panelen befinner sig i huset en och en under ett antal dagar var. De träffar således inte sina medtävlande under inspelningarnas gång, (men däremot lagmedlemmar när det förekommer lagtester). De ska följaktligen inte heller känna till de övrigas prestationer innan dessa visas i studion. 
Viktiga rum eller platser för testerna i eller kring huset är.
- Kontoret, köket och vardagsrummet: Rum som vanligtvis finns i ett hus. På kontoret står vanligtvis den skrivmaskin som enligt programmets introduktion används för produktionen av testerna. Dessa rum (och även studion i Filmhuset) är ofta dekorerade med tavlor, med porträtt föreställande Babben Larsson (och ibland även David Sundin). Tavlorna är ofta efterhärmningar av berömda porträtt.
- Labbet: Ett oftast helt inplastat rum i Testhuset. Den vanligast förekommande möbeln i labbet är ett bord. Labbet används för många inomhustester, särskilt för sådana som tenderar att resultera i kladd eller nersmutsning. Labbet har alltid utgjorts av ett inplastat rum, utom i säsong 5, då labbet utgjordes av ett växthus.
- Boden:  Till Bäst i test-huset hör även ett redskapsskjul, fullt med alla möjliga föremål som kan komma till användning för ett test. Där finns redskap, rör, brädor, tejp, bollar, sportutrustning, etcetera.
- Husvagnen: Sedan säsong 7 har en husvagn ingått i programmets rekvisita.

De hus som använts för inspelningar i Bäst i Test är:
| Säsong              | Hus                              | Platsbeskrivning |  |
| ------------------- | -------------------------------- | --- |  |
| Säsong 1 (2017)     | Villa Frescati                   | Belägen på Norra Djurgården i Stockholm. I närheten finns bland annat Kungliga Vetenskapsakademien, ett av Stockholms universitets campus, samt Naturhistoriska riksmuseet. |  |
| Säsong 2 (2018)     | Villa Frescati                   | Belägen på Norra Djurgården i Stockholm. I närheten finns bland annat Kungliga Vetenskapsakademien, ett av Stockholms universitets campus, samt Naturhistoriska riksmuseet. |  |
| Säsong 3 (2019)     | Villa Frescati                   | Belägen på Norra Djurgården i Stockholm. I närheten finns bland annat Kungliga Vetenskapsakademien, ett av Stockholms universitets campus, samt Naturhistoriska riksmuseet. |  |
| Säsong 4 (2020)     | Villa Frescati                   | Belägen på Norra Djurgården i Stockholm. I närheten finns bland annat Kungliga Vetenskapsakademien, ett av Stockholms universitets campus, samt Naturhistoriska riksmuseet. |  |
| Sämst i Test (2024) | Villa Frescati                   | Belägen på Norra Djurgården i Stockholm. I närheten finns bland annat Kungliga Vetenskapsakademien, ett av Stockholms universitets campus, samt Naturhistoriska riksmuseet. |  |
| Säsong 5 (2021)     | Judiska teatern                  | Ligger vid Djurgårdsbrunn på Södra Gärdet i Stockholm. Judiska teatern huserade i huset 1995–2013.                                                                          |  |
| Säsong 6 (2022)     | Villa på Kärsön på Drottningholm | Privatägd villa på Ängsholmsvägen på Kärsön, Drottningholm. |  |
| Säsong 7 (2023)     | Villa på Kärsön på Drottningholm | Privatägd villa på Ängsholmsvägen på Kärsön, Drottningholm. |  |
| Säsong 8 (2024)     | Vilohemmet, Farsta               | Även känt som Ingenjörens hus eller Villa Solhem. Beläget i Farsta strand i södra Stockholm.                                                                                |  |
| Säsong 9 (2024)     | Vilohemmet, Farsta               | Även känt som Ingenjörens hus eller Villa Solhem. Beläget i Farsta strand i södra Stockholm.                                                                                |  |
| Säsong 10 (2025)    | Vilohemmet, Farsta               | Även känt som Ingenjörens hus eller Villa Solhem. Beläget i Farsta strand i södra Stockholm.                                                                                |  |

### Brevet
På plats på den aktuella startplatsen för testet får deltagaren ett brev med uppgiften. De allra flesta tester ges genom ett brev som ofta ges av Sundin vid testets början. Brevet består i ett trevikt maskinskrivet pappersark, förseglat med ett vaxsigill med Bäst i tests logotyp. Ibland förekommer fler än ett brev i testet. Det förekommer tester där deltagaren får ett nytt brev under testets gång. I sådana fall kan ofta det första brevet ha lett till att uppgiften i det andra plötsligt blivit betydligt svårare. Det har också hänt att testbrev har bytts ut under testets gång. Deltagarna öppnar nu brevet och läser instruktionerna högt. I programmet har denna uppläsning klippts ihop så att flera deltagare, inte alltid alla, hörs läsa någon del av brevet högt. Breven avslutas oftast med frasen "Din tid börjar nu!", vilket är startsignalen.

### Tester
Flertalet tester i Bäst i test är direkta kopior eller varianter av tester från det engelska originalprogrammet Taskmaster eller någon annan av de internationella Bäst i test-programmen. Enligt sajten Taskmaster Info är cirka 33 procent av alla tester i Bäst i test svenska originaltester. Testerna prövar deltagarnas mentala, kreativa, fysiska och sociala färdigheter. 
Exempel på återkommande tester är att få elva poäng utan att veta hur man gör eller att ställa sig upp efter hundra sekunder. Andra tester har bland annat handlat om att överraska David Sundin, hindra en boll från att åka av ett rullband, placera så många klädnypor som möjligt i ansiktet, olika varianter av konversation med en islänning, förstöra en tårta på ett vackert sätt, etcetera. 
Ibland, under SVT:s tid, utsattes en deltagare för ett så kallat blindtest. Det är ett test som endast den personen fått genomföra och som senare skulle visa sig inte ge några poäng alls, det vill säga prestationen hade varit till ingen nytta. Bara en gång har ett blindtest blivit poängsatt, eftersom det kopplades samman med ett Mitt i Programmet-test. 
I programmet har deltagarna fått träffa återkommande gäster i testhuset. Den isländske brandmannen Trausti, polismannen Micke och den notoriskt oärlige Karategubben är några exempel. Programmet har också gästats av andra berömda personer som spelat en roll i testerna. Ibland har allmänheten i testhusets omgivningar, fått spela en mer eller mindre aktiv del i testerna om de råkat vara i närheten av ett pågående test. 
Exempel på en gäst som fått en roll i Bäst i Test är Aftonbladets TV-recensent Jan-Olov Andersson. Efter att ha skrivit en kritisk recension av Bäst i Test blev han i säsong 4 inbjuden till programmet för att muntras upp av deltagarna i lagtävling. Efteråt skrev han en artikel om hur han upplevde situationen samt hur det kom sig att han fått en getabock på halsen.
Antalet tester under ett avsnitt varierar. Under SVT:s tid klipptes dessutom en del tester bort, fastän poängen från dessa tester ändå räknades in i programmet. Detta har stundom gjort en del som sitter och räknar poängen förvirrade, vilket SVT också har vittnat om. En del av dessa tester har dykt upp i bonusavsnitten efter säsongerna. Efter överföringen till TV4 har antalet tester per avsnitt stått fast och samtliga tester som poängsatts har också visats. 

#### Lagtester
Ett antal tester är lagtester. I den har deltagarna delats upp i två lag som tävlar mot varandra. Laguppställningen är oftast densamma, men det har hänt att deltagarna har delats in i flera olika lagkonstellationer under säsongens gång. Under de sju första säsongerna, bestod lagen av två deltagare från den fasta panelen. Den gästande deltagaren ingick aldrig i ett lag men fick i uppgift att gissa vilket lag som skulle vinna.
I TV4 förändrades detta så att samtliga paneldeltagare delades upp i två lag, tre i ett lag och två i det andra. Tvåmannalaget fick då förstärkning av en tidigare deltagare av Bäst i test, så att båda lagen hade tre personer var.

### Mitten av Programmet
Ungefär halvvägs in i programmet utförs ett segment kallat Mitten av Programmet. Detta sker i studion och inleds med att David Sundin intervjuar en utvald deltagare. Under de sju första säsongerna var det gästen som utsattes för denna intervju. Intervjun kunde ta sig märkliga uttryck och avsåg att leda fram till det test som skulle genomföras. Intervjun anses vara Davids eget inslag, som Babben tillsynes motvilligt gett sitt tillstånd till.

### Poäng och priser
Varje test poängsätts i en skala mellan 1-5 om inget annat anges. Varje avsnitt avslutas med ett finaltest i studion. Varje säsong har hittills avslutats med samma finaltest. Oftast är det Babben som poängsätter testerna, men ibland har hon kallat in expertis för att få hjälp med bedömningen. Exempel på sådan expertis är filmkritikern Göran Everdahl (i säsong 1, för att avgöra vem som gjort bästa skräckfilmstrailern med mejeriprodukter),  Antikrundans Knut Knutson (i säsong 1, för att avgöra bästa hästmålningen), brandmannenn Denice Östberg (i säsong 2, för att bedöma vem som gjort den bästa avporträtteringen av henne i blindo), buktalerskan Zillah Ustav och hennes docka, apan Totte, (i säsong 4, för att avgöra bästa buktaleriet), samt fotbollsspelaren Emir Kujović (i säsong 4, för att avgöra bästa målgesten).
I varje avsnitt ges ett pris till vinnaren av det avsnittet. I de två första säsongerna kom deltagarna med priserna själva, då priserna utgjorde del av ett pristest efter ett givet tema. Från och med säsong 3, baseras priserna oftast mer eller mindre på något i ett test i det aktuella avsnittet. (Det har under säsongernas gång framkommit att vinnaren inte alltid tar med sig priset hem. Vinnaren har glömt kvar det, uppges det. Det mest kända exemplet är en signerad bowlingkägla som förekom som pris i säsong 3, men som har dykt upp i programmet igen vid två tillfällen.)

### Bysten av guld
Programmets huvudpris är en byst i guld föreställande Babben Larsson. Till skillnad från i Taskmaster får vinnaren inte ta hem detta pris, utan segraren pris består i att få höja bysten över sitt huvud. Under säsongen står bysten ofta på hedersplats i testhuset och används ibland i testerna.

## Säsongsöversikt (SVT 2017-2023)

### Säsong 1 (2017)
Fast panel: Claes Malmberg, Pia Johansson, Kodjo Akolor och Bianca Kronlöf.
Gäster: Kalle Zackari Wahlström, Eva Röse, Parisa Amiri och Marko Lehtosalo.

#### Avsnitt
| Säsong | Nr | Avsnitt                              | Sändningsdatum | Gäst                   | Vinnare         |
| ------ | -- | ------------------------------------ | -------------- | ---------------------- | --------------- |
| 1      | 1  | "Kalle Zackari-Walström gästar"      | 10 mars 2017   | Kalle Zackari-Walström | Bianca Kronlöf  |
| 1      | 2  | "Eva Röse gästar"                    | 17 mars 2017   | Eva Röse               | Pia Johansson   |
| 1      | 3  | "Parisa Amiri gästar"                | 24 mars 2017   | Parisa Amiri           | Bianca Kronlöf  |
| 1      | 4  | "Marko "Markoolio" Lehtosalo gästar" | 31 mars 2017   | Marko Lehtosalo        | Marko Lehtosalo |

#### Poängsammanställning
Nedan följer poängställningen för respektive avsnitt. Färgerna i poängtabellen anger högsta respektive lägsta poäng per avsnitt. 
- Gul bakgrund och fetstil anger högsta poäng
- Röd bakgrund anger lägsta poäng

| Avsnitt | Claes | Pia | Kodjo | Bianca | Gästerna | Gästtestare             |
| ------- | ----- | --- | ----- | ------ | -------- | ----------------------- |
| 1       | 12    | 20  | 23    | 25     | 19       | Kalle Zackari Wahlström |
| 2       | 20    | 24  | 18    | 21     | 14       | Eva Röse                |
| 3       | 20    | 18  | 19    | 22     | 21       | Parisa Amiri            |
| 4       | 21    | 16  | 20    | 20     | 25       | Marko Lehtosalo         |

#### Den totala poängställningen efter säsongen
| Tävlande | Sammanlagd poäng | Slutplacering |
| -------- | ---------------- | ------------- |
| Bianca   | 88 poäng         | 1             |
| Kodjo    | 80 poäng         | 2             |
| Gästerna | 79 poäng         | 3             |
| Pia      | 78 poäng         | 4             |
| Claes    | 73 poäng         | 5             |

### Säsong 2 (2018)
Fast panel: Ola Forssmed, Marika Carlsson, Erik Ekstrand och Ellen Bergström. 
Gäster: Claes Malmberg, Clara Henry, Ann Westin, Emma Knyckare, Al Pitcher, Nisse Hallberg, Moa Lundqvist och Thomas Petersson. 

#### Avsnitt
| Säsong | Nr | Avsnitt                   | Sändningsdatum | Gäst             | Vinnare         |
| ------ | -- | ------------------------- | -------------- | ---------------- | --------------- |
| 2      | 1  | "Claes Malmberg gästar"   | 9 mars 2018    | Claes Malmberg   | Erik Ekstrand   |
| 2      | 2  | "Clara Henry gästar"      | 16 mars 2018   | Clara Henry      | Clara Henry     |
| 2      | 3  | "Ann Westin gästar"       | 23 mars 2018   | Ann Westin       | Erik Ekstrand   |
| 2      | 4  | "Emma Knyckare gästar"    | 30 mars 2018   | Emma Knyckare    | Ellen Bergström |
| 2      | 5  | "Al Pitcher gästar"       | 6 april 2018   | Al Pitcher       | Ellen Bergström |
| 2      | 6  | "Nisse Hallberg gästar"   | 13 april 2018  | Nisse Hallberg   | Erik Ekstrand   |
| 2      | 7  | "Moa Lundqvist gästar"    | 20 april 2018  | Moa Lundqvist    | Moa Lundqvist   |
| 2      | 8  | "Thomas Petersson gästar" | 27 april 2018  | Thomas Petersson | Ola Forssmed    |

#### Poängsammanställning
Nedan följer poängställningen för respektive avsnitt. Färgerna i poängtabellen anger högsta respektive lägsta poäng per avsnitt.
- Gul bakgrund och fetstil anger högsta poäng
- Röd bakgrund anger lägsta poäng

| Avsnitt | Ola | Marika | Erik | Ellen | Gästerna | Gästtestare      |
| ------- | --- | ------ | ---- | ----- | -------- | ---------------- |
| 1       | 23  | 11     | 28   | 24    | 13       | Claes Malmberg   |
| 2       | 23  | 22     | 22   | 20    | 26       | Clara Henry      |
| 3       | 17  | 21     | 28   | 27    | 18       | Ann Westin       |
| 4       | 19  | 21     | 22   | 22    | 20       | Emma Knyckare    |
| 5       | 22  | 24     | 28   | 29    | 21       | Al Pitcher       |
| 6       | 24  | 18     | 29   | 24    | 29       | Nisse Hallberg   |
| 7       | 25  | 20     | 21   | 20    | 26       | Moa Lundqvist    |
| 8       | 31  | 22     | 26   | 19    | 22       | Thomas Petersson |

1. ↑  I avsnitt 4 kom Ellen och Erik på delad första plats med 22 poäng vardera, men efter att de ställts mot varandra i ett 'tie-break' vann Ellen.
2. ↑  I avsnitt 6 kom Erik och Nisse på delad första plats med 29 poäng vardera, men efter att de ställts mot varandra i ett 'tie-break' vann Erik.

#### Den totala poängställningen efter säsongen
| Tävlande | Sammanlagd poäng | Slutplacering |
| -------- | ---------------- | ------------- |
| Erik     | 204 poäng        | 1             |
| Ellen    | 185 poäng        | 2             |
| Ola      | 184 poäng        | 3             |
| Gästerna | 175 poäng        | 4             |
| Marika   | 159 poäng        | 5             |

### Säsong 3 (2019)
Fast panel: Anders Jansson, Annika Andersson, Nassim Al Fakir och Clara Henry.
Gäster: Per Andersson, Kristina "Keyyo" Petrushina, Emma Molin, Måns Nathanaelson, Fredrik "FabFreddie" Svensson, Marika Carlsson och Oscar Zia
Säsong 3 sändes våren 2019 i SVT. Nytt för denna säsong och alla kommande säsonger som kom att sändas i SVT, var att det till säsongen tillkom ett bonusavsnitt efter de ordinarie avsnitten. Bonusavsnittet bestod i tester som inte fått plats i klippningen av säsongen och därför hamnade utom tävlan. 

#### Avsnitt
| Säsong  | Nr | Avsnitt                         | Sändningsdatum | Gäst                          | Vinnare             |
| ------- | -- | ------------------------------- | -------------- | ----------------------------- | ------------------- |
| 3       | 1  | "Per Andersson gästar"          | 1 mars 2019    | Per Andersson                 | Clara Henry         |
| 3       | B  | "Bonusmaterial: Per väntar"     | 1 mars 2019    | Per Andersson                 | Per Andersson       |
| 3       | 2  | "Keyyo gästar"                  | 8 mars 2019    | Kristina Petrushina           | Kristina Petrushina |
| 3       | 3  | "Emma Molin gästar"             | 15 mars 2019   | Emma Molin                    | Annika Andersson    |
| 3       | 4  | "Måns Nathanaelson gästar"      | 22 mars 2019   | Måns Nathanaelson             | Måns Nathanaelson   |
| 3       | 5  | "Fab Freddie gästar"            | 29 mars 2019   | Fredrik "FabFreddie" Svensson | Clara Henry         |
| 3       | 6  | "Marika Carlsson gästar"        | 5 april 2019   | Marika Carlsson               | Clara Henry         |
| 3       | 7  | "Oscar Zia gästar"              | 12 april 2019  | Oscar Zia                     | Clara Henry         |
| 3       | 8  | "Bonusprogram med extra tester" | 19 april 2019  | 19 april 2019                 | 19 april 2019       |
| Special | B  | "Bästa testen 1"                | 26 april 2019  | 26 april 2019                 | 26 april 2019       |
| Special | B  | "Bästa testen 2"                | 3 maj 2019     | 3 maj 2019                    | 3 maj 2019          |

1. ↑  Ett drygt 50 minuter långt avsnitt av ett test från det första avsnittet, där Per Andersson fick i uppdrag att vänta så länge som möjligt.
2. ↑  Bonusavsnitt 2019: Säsongen avslutades med ett bonusavsnitt med tester som blivit över efter produktionen av säsongen.
3. ↑  Bästa testen del 1 och 2: Samlingsavsnitt som tillkom efter ordinarie säsong 3. I avsnitten visades test från det två första säsongerna.

#### Poängsammanställning
Nedan följer poängställningen för respektive avsnitt. Färgerna i poängtabellen anger högsta respektive lägsta poäng per avsnitt. 
- Gul bakgrund och fetstil anger högsta poäng
- Röd bakgrund anger lägsta poäng

| Avsnitt | Anders | Annika | Nassim | Clara | Gästerna | Gästtestare                   |
| ------- | ------ | ------ | ------ | ----- | -------- | ----------------------------- |
| 1       | 25     | 25     | 24     | 38    | 21       | Per Andersson                 |
| 2       | 24     | 29     | 17     | 29    | 31       | Kristina "Keyyo" Petrushina   |
| 3       | 25     | 30     | 26     | 23    | 30       | Emma Molin                    |
| 4       | 15     | 21     | 23     | 24    | 28       | Måns Nathanaelson             |
| 5       | 23     | 21     | 18     | 27    | 22       | Fredrik "FabFreddie" Svensson |
| 6       | 17     | 20     | 15     | 25    | 14       | Marika Carlsson               |
| 7       | 26     | 29     | 28     | 31    | 18       | Oscar Zia                     |

1. ↑  I avsnitt 3 kom Annika och Emma på delad första plats, men efter att de ställts mot varandra i ett 'tie-break' vann Annika.

#### Den totala poängställningen efter säsongen
| Tävlande | Sammanlagd poäng | Slutplacering |
| -------- | ---------------- | ------------- |
| Clara    | 197 poäng        | 1             |
| Annika   | 175 poäng        | 2             |
| Anders   | 165 poäng        | 3             |
| Gästerna | 164 poäng        | 4             |
| Nassim   | 151 poäng        | 5             |

### Säsong 4 (2020)
Fast panel: Anders "Ankan" Johansson, Carin da Silva, Kristoffer Appelquist och Kristina ”Keyyo” Petrushina.
Gäster: Johan Glans, Josefin Johansson, Peter Apelgren, Nassim Al Fakir, Farah Abadi, Kayo Shekoni, Lina Hedlund, Özz Nûjen och Henrik Dorsin.

#### Avsnitt
| Säsong | Nr | Avsnitt                    | Sändningsdatum | Gäst              | Vinnare                                                  |
| ------ | -- | -------------------------- | -------------- | ----------------- | -------------------------------------------------------- |
| 4      | 1  | "Johan Glans gästar"       | 6 mars 2020    | Johan Glans       | Carin da Silva                                           |
| 4      | 2  | "Josefin Johansson gästar" | 13 mars 2020   | Josefin Johansson | Josefin Johansson                                        |
| 4      | 3  | "Peter Apelgren gästar"    | 20 mars 2020   | Peter Apelgren    | Peter Apelgren                                           |
| 4      | 4  | "Nassim Al Fakir gästar"   | 27 mars 2020   | Nassim Al Fakir   | Carin da Silva                                           |
| 4      | 5  | "Farah Abadi gästar"       | 3 april 2020   | Farah Abadi       | Farah Abadi                                              |
| 4      | 6  | "Kayo Shekoni gästar"      | 10 april 2020  | Kayo Shekoni      | Kristoffer Appelquist                                    |
| 4      | 7  | "Lina Hedlund gästar"      | 17 april 2020  | Lina Hedlund      | Carin da Silva                                           |
| 4      | 8  | "Özz Nûjen gästar"         | 24 april 2020  | Özz Nûjen         | Özz Nûjen                                                |
| 4      | 9  | "Henrik Dorsin gästar"     | 1 maj 2020     | Henrik Dorsin     | Anders Johansson, Carin da Silva & Kristoffer Appelquist |
| 4      | 10 | "Bonusavsnitt"             | 8 maj 2020     | 8 maj 2020        | 8 maj 2020                                               |

1. ↑  Ursprungligen skulle Carolina Gynning ha deltagit, men ersattes senare av Lina Hedlund.
2. ↑  Säsong 4 avslutades med ett bonusavsnitt med tester som blivit över efter produktionen av säsongen.

#### Poängsammanställning
Nedan följer poängställningen för respektive avsnitt. Färgerna i poängtabellen anger högsta respektive lägsta poäng per avsnitt. 
- Gul bakgrund och fetstil anger högsta poäng
- Röd bakgrund anger lägsta poäng

| Avsnitt | "Ankan" | Carin | Kristoffer | "Keyyo" | Gästerna | Gästtestare       |
| ------- | ------- | ----- | ---------- | ------- | -------- | ----------------- |
| 1       | 19      | 31    | 19         | 21,5    | 29       | Johan Glans       |
| 2       | 28      | 23    | 27         | 22      | 31       | Josefin Johansson |
| 3       | 28      | 29    | 20         | 16      | 36       | Peter Apelgren    |
| 4       | 21      | 27    | 24         | 17      | 25       | Nassim Al Fakir   |
| 5       | 30      | 26    | 12         | 18      | 32       | Farah Abadi       |
| 6       | 18      | 23    | 25         | 22      | 15       | Kayo Shekoni      |
| 7       | 22      | 28    | 21         | 27      | 24       | Lina Hedlund      |
| 8       | 24      | 23    | 24         | 23      | 26       | Özz Nûjen         |
| 9       | 23      | 23    | 23         | 14      | 19       | Henrik Dorsin     |

1. ↑  I avsnitt 9 kom Carin, "Ankan" och Kristoffer på delad första plats med 23 poäng vardera. Istället för att avgöra det i ett 'tie-break' blev alla tre utsedda till avsnittets vinnare.

#### Den totala poängställningen efter säsongen
| Tävlande   | Sammanlagd poäng | Slutplacering |
| ---------- | ---------------- | ------------- |
| Gästerna   | 237 poäng        | 1             |
| Carin      | 233 poäng        | 2             |
| "Ankan"    | 213 poäng        | 3             |
| Kristoffer | 195 poäng        | 4             |
| "Keyyo"    | 180,5 poäng      | 5             |

### Julspecial (2020)
| Säsong  | Nr | Avsnitt                                   | Sändningsdatum   | Gäst             | Vinnare          |
| ------- | -- | ----------------------------------------- | ---------------- | ---------------- | ---------------- |
| Special | JS | "Julspecial - Best of Bäst i test (2020)" | 26 december 2020 | 26 december 2020 | 26 december 2020 |

Julavsnittet "Best of Bäst i test (2020)" sändes den 26 december 2020. Programmet innehöll ett antal utvalda tester från tidigare säsonger av Bäst i test, tester som utgjorde Babbens, Davids, samt fyra tidigare deltagares favorittester. Dessa deltagare sände dessutom ett videojulkort till tittarna i avsnittet. I detta avsnitt introducerades även det nya testhuset som var på Södra Gärdet i Stockholm och ett smakprov av säsong 5.

### Säsong 5 (2021)
Fast panel: Olof Wretling, Arantxa Alvarez, Morgan Alling och Johanna Nordström.
Gäster: Jesper Rönndahl, Christine Meltzer, Anis Don Demina, Kristina "Keyyo" Petrushina, Fredrik Lindström, Niklas Andersson, Pernilla Wahlgren, David Batra och Nour El Refai.

#### Avsnitt
| Säsong | Nr | Avsnitt                              | Sändningsdatum   | Gäst                | Vinnare           |
| ------ | -- | ------------------------------------ | ---------------- | ------------------- | ----------------- |
| 5      | 1  | "Jesper Rönndahl gästar"             | 26 februari 2021 | Jesper Rönndahl     | Johanna Nordström |
| 5      | 2  | "Christine Meltzer gästar"           | 5 mars 2021      | Christine Meltzer   | Olof Wretling     |
| 5      | 3  | "Anis Don Demina gästar"             | 12 mars 2021     | Anis Don Demina     | Olof Wretling     |
| 5      | 4  | "Kristina “Keyyo” Petrushina gästar" | 19 mars 2021     | Kristina Petrushina | Arantxa Alvarez   |
| 5      | 5  | "Fredrik Lindström gästar"           | 26 mars 2021     | Fredrik Lindström   | Olof Wretling     |
| 5      | 6  | "Niklas Andersson gästar"            | 2 april 2021     | Niklas Andersson    | Morgan Alling     |
| 5      | 7  | "Pernilla Wahlgren gästar"           | 9 april 2021     | Pernilla Wahlgren   | Morgan Alling     |
| 5      | 8  | "David Batra gästar"                 | 16 april 2021    | David Batra         | Morgan Alling     |
| 5      | 9  | "Nour El Refai gästar"               | 23 april 2021    | Nour El Refai       | Morgan Alling     |
| 5      | 10 | "Bonusprogram"                       | 30 april 2021    | 30 april 2021       | 30 april 2021     |

1. ↑  "Keyyo" medverkade för tredje säsongen i rad, vilket är rekord för flest antal säsonger i rad och för att ha medverkat i flest avsnitt (15 stycken).
2. ↑  Ursprungligen skulle Dragomir Mrsic ha deltagit, men ersattes senare av David Batra.
3. ↑  Säsong 5 avslutades med ett bonusavsnitt med tester som blivit över efter produktionen av säsongen.

#### Poängsammanställning
Nedan följer poängställningen för respektive avsnitt. Färgerna i poängtabellen anger högsta respektive lägsta poäng per avsnitt. 
- Gul bakgrund och fetstil anger högsta poäng
- Röd bakgrund anger lägsta poäng.

| Avsnitt | Olof | Arantxa | Morgan | Johanna | Gästerna | Gästtestare                 |
| ------- | ---- | ------- | ------ | ------- | -------- | --------------------------- |
| 1       | 22   | 18      | 15     | 28      | 24       | Jesper Rönndahl             |
| 2       | 24   | 22      | 18     | 18      | 20       | Christine Meltzer           |
| 3       | 28   | 16      | 22     | 15      | 17       | Anis Don Demina             |
| 4       | 21   | 27      | 16     | 25      | 23       | Kristina "Keyyo" Petrushina |
| 5       | 30   | 26      | 21     | 23      | 14       | Fredrik Lindström           |
| 6       | 15   | 21      | 26     | 14      | 15       | Niklas Andersson            |
| 7       | 24   | 18      | 25     | 16      | 23       | Pernilla Wahlgren           |
| 8       | 24   | 15      | 28     | 23      | 27       | David Batra                 |
| 9       | 21   | 14      | 36     | 15      | 22       | Nour El Refai               |

#### Den totala poängställningen efter säsongen
| Tävlande | Sammanlagd poäng | Placering |
| -------- | ---------------- | --------- |
| Olof     | 214 poäng        | 1         |
| Morgan   | 210 poäng        | 2         |
| Gästerna | 184 poäng        | 3         |
| Arantxa  | 177 poäng        | 4         |
| Johanna  | 176 poäng        | 5         |

### Julspecial 2021
| Säsong  | Nr | Avsnitt      | Sändningsdatum   | Gäst                   | Vinnare     |
| ------- | -- | ------------ | ---------------- | ---------------------- | ----------- |
| Special | JS | "Julspecial" | 25 december 2021 | (Säsong 6 fasta panel) | Sofia Dalén |

Den 25 december 2021 sändes ett julavsnitt med bland annat ett antal test med jultema där panelen för säsong 6 introducerades. I detta avsnitt introducerades även det nya huset, som ligger på Ängsholmsvägen på Kärsön, Keyyo delade med sig av sitt favorittest och några smakprov av säsong 6 visades. Till skillnad från föregående års julprogram fanns ett tävlingsmoment i programmet, i vilket Sofia Dalén tog hem vinsten.

#### Poängsammanställning
| Tävlande | Sammanlagd poäng | Slutplacering |
| -------- | ---------------- | ------------- |
| Sofia    | 13 poäng         | 1             |
| Anis     | 13 poäng         | 2             |
| Marcus   | 9 poäng          | 3             |
| Sussie   | 8 poäng          | 4             |

1. ↑  Det blev lika mellan Sofia och Anis i julavsnittet, varför finalen avslutades med ett tie-break i form av Sten, sax påse, mellan dem båda, i vilket Sofia tog hem vinsten.

### Säsong 6 (2022)
Fast panel: Marcus Berggren, Sussie Eriksson, Anis Don Demina och Sofia Dalén.
Gäster: Erik Johansson, Danny Saucedo, Annika Lantz, Lotta Engberg, Fredde Granberg, Vanna Rosenberg, Tareq Taylor, Johanna Nordström och Petrina Solange.

#### Avsnitt
| Säsong | Nr | Avsnitt                         | Sändningsdatum | Gäst                          | Vinnare                           |
| ------ | -- | ------------------------------- | -------------- | ----------------------------- | --------------------------------- |
| 6      | 1  | "Erik "Jerka" Johansson gästar" | 4 mars 2022    | Erik Johansson                | Marcus Berggren                   |
| 6      | 2  | "Danny Saucedo gästar"          | 11 mars 2022   | Danny Saucedo/Nassim Al Fakir | Sofia Dalén                       |
| 6      | 3  | "Annika Lantz gästar"           | 18 mars 2022   | Annika Lantz                  | Anis Don Demina                   |
| 6      | 4  | "Lotta Engberg gästar"          | 25 mars 2022   | Lotta Engberg                 | Lotta Engberg                     |
| 6      | 5  | "Fredde Granberg gästar"        | 1 april 2022   | Fredde Granberg               | Sofia Dalén                       |
| 6      | 6  | "Vanna Rosenberg gästar"        | 8 april 2022   | Vanna Rosenberg               | Sofia Dalén                       |
| 6      | 7  | "Tareq Taylor gästar"           | 15 april 2022  | Tareq Taylor                  | Anis Don Demina                   |
| 6      | 8  | "Johanna Nordström gästar"      | 22 april 2022  | Johanna Nordström             | Sofia Dalén                       |
| 6      | 9  | "Petrina Solange gästar"        | 29 april 2022  | Petrina Solange               | Anis Don Demina & Petrina Solange |
| 6      | 10 | "Bonusprogram"                  | 6 maj 2022     | 6 maj 2022                    | 6 maj 2022                        |

1. ↑  I avsnitt 2 hade Danny Saucedo inte möjlighet att delta i studion och ersattes därför med Nassim Al Fakir. Det är första gången i Bäst i tests historia som en deltagare inte kunnat delta fullt ut.
2. ↑  Säsong 6 avslutades med ett bonusavsnitt med tester som blivit över efter produktionen av säsongen.

#### Poängsammanställning
Nedan följer poängställningen för respektive avsnitt. Färgerna i poängtabellen anger högsta respektive lägsta poäng per avsnitt.
- Gul bakgrund och fetstil anger högsta poäng
- Röd bakgrund anger lägsta poäng

| Avsnitt | Marcus | Sussie | Anis | Sofia | Gästerna | Gästtestare                       |
| ------- | ------ | ------ | ---- | ----- | -------- | --------------------------------- |
| 1       | 22     | 18     | 18   | 18    | 21       | Erik Johansson                    |
| 2       | 15     | 16     | 18   | 22    | 16       | Danny Saucedo och Nassim Al Fakir |
| 3       | 16     | 18     | 19   | 15    | 16       | Annika Lantz                      |
| 4       | 14     | 18     | 21   | 19    | 26       | Lotta Engberg                     |
| 5       | 18     | 18     | 18   | 28    | 21       | Fredde Granberg                   |
| 6       | 19     | 12     | 21   | 22    | 19       | Vanna Rosenberg                   |
| 7       | 13     | 20     | 22   | 20    | 22       | Tareq Taylor                      |
| 8       | 16     | 18     | 17   | 22    | 15       | Johanna Nordström                 |
| 9       | 14     | 14     | 19   | 8     | 19       | Petrina Solange                   |

1. ↑  I avsnitt 7 kom Anis och Tareq på delad första plats med 22 poäng vardera. Efter att de ställts mot varandra i ett 'tie-break' vann slutligen Anis.
2. ↑  I avsnitt 9 kom Anis och Petrina på delad första plats med 19 poäng vardera. Istället för att avgöra det i ett "tie-break" blev båda utsedda till avsnittets vinnare.

#### Den totala poängställningen efter säsongen
| Tävlande | Sammanlagd poäng | Placering |
| -------- | ---------------- | --------- |
| Gästerna | 175 poäng        | 1         |
| Sofia    | 174 poäng        | 2         |
| Anis     | 173 poäng        | 3         |
| Sussie   | 152 poäng        | 4         |
| Marcus   | 147 poäng        | 5         |

### Julspecial (2022)
| Säsong  | Nr | Avsnitt      | Sändningsdatum   | Gäst                   | Vinnare         |
| ------- | -- | ------------ | ---------------- | ---------------------- | --------------- |
| Special | JS | "Julspecial" | 26 december 2022 | (Säsong 7 fasta panel) | Marko Lehtosalo |

Den 26 december 2022 sändes det som skulle bli SVT:s sista julavsnitt av Bäst i Test, där panelen för säsong 7 introducerades och med tester där de flesta hade jultema. I avsnittet gästade Morgan Alling som delade med sig av sitt favorittest och några smakprov av säsong 7 visades.

#### Poängsammanställning
| Tävlande | Sammanlagd poäng | Slutplacering |
| -------- | ---------------- | ------------- |
| Marko    | 21 poäng         | 1             |
| Henrik   | 20 poäng         | 2             |
| Linnéa   | 18 poäng         | 3             |
| Nikki    | 17 poäng         | 4             |

### Säsong 7 (2023)
Fast panel: Marko Lehtosalo, Nikki Amini, Henrik Nyblom och Linnéa Wikblad.
Gäster: Måns Möller, Janne Andersson, Carina Berg, Edvin Törnblom, Amie Bramme Sey, Marcus Berggren, Evelyn Mok, Johar Bendjelloul och Anne Lundberg.
Avsnitt
| Säsong | Nr | Avsnitt                    | Sändningsdatum   | Gäst              | Vinnare                         |
| ------ | -- | -------------------------- | ---------------- | ----------------- | ------------------------------- |
| 7      | 1  | "Måns Möller gästar"       | 24 februari 2023 | Måns Möller       | Måns Möller                     |
| 7      | 2  | "Janne Andersson gästar"   | 3 mars 2023      | Janne Andersson   | Linnéa Wikblad                  |
| 7      | 3  | "Carina Berg gästar"       | 10 mars 2023     | Carina Berg       | Marko Lehtosalo                 |
| 7      | 4  | "Edvin Törnblom gästar"    | 17 mars 2023     | Edvin Törnblom    | Linnéa Wikblad & Edvin Törnblom |
| 7      | 5  | "Amie Bramme Sey gästar"   | 24 mars 2023     | Amie Bramme Sey   | Amie Bramme Sey                 |
| 7      | 6  | "Marcus Berggren gästar"   | 31 mars 2023     | Marcus Berggren   | Linnéa Wikblad                  |
| 7      | 7  | "Evelyn Mok gästar"        | 7 april 2023     | Evelyn Mok        | Marko Lehtosalo                 |
| 7      | 8  | "Johar Bendjelloul gästar" | 14 april 2023    | Johar Bendjelloul | Linnéa Wikblad                  |
| 7      | 9  | "Anne Lundberg gästar"     | 21 april 2023    | Anne Lundberg     | Henrik Nyblom                   |
| 7      | 10 | "Bonusprogram"             | 28 april 2023    | 28 april 2023     | 28 april 2023                   |

1. ↑  Säsong 7 avslutades med ett bonusavsnitt med tester som blivit över efter produktionen av säsongen.

#### Poängsammanställning
Nedan följer poängställningen för respektive avsnitt. Färgerna i poängtabellen anger högsta respektive lägsta poäng per avsnitt.
- Gul bakgrund och fetstil anger högsta poäng
- Röd bakgrund anger lägsta poäng

| Avsnitt | Marko | Nikki | Henrik | Linnéa | Gästerna | Gästtestare       |
| ------- | ----- | ----- | ------ | ------ | -------- | ----------------- |
| 1       | 22    | 18    | 21     | 17     | 26       | Måns Möller       |
| 2       | 19    | 20    | 20     | 24     | 18       | Janne Andersson   |
| 3       | 22    | 10    | 13     | 13     | 15       | Carina Berg       |
| 4       | 17    | 18    | 15     | 20     | 20       | Edvin Törnblom    |
| 5       | 19    | 19    | 10     | 21     | 22       | Amie Bramme Sey   |
| 6       | 16    | 9     | 18     | 24     | 7        | Marcus Berggren   |
| 7       | 24    | 8     | 17     | 23     | 11       | Evelyn Mok        |
| 8       | 22    | 12    | 22     | 23     | 19       | Johar Bendjelloul |
| 9       | 22    | 25    | 27     | 22     | 24       | Anne Lundberg     |

1. ↑  I avsnitt 4 kom Linnéa och Edvin på delad första plats med 20 poäng vardera. Istället för att avgöra det i ett ”tie-break” blev båda utsedda till avsnittets vinnare.

#### Den totala poängställningen efter finalen.
| Tävlande | Sammanlagd poäng | Placering |
| -------- | ---------------- | --------- |
| Linnéa   | 187 poäng        | 1         |
| Marko    | 183 poäng        | 2         |
| Henrik   | 163 poäng        | 3         |
| Gästerna | 162 poäng        | 4         |
| Nikki    | 139 poäng        | 5         |

## Säsongsöversikt (TV4 2024–)

### Säsong 8 (Våren 2024)
Panel: Johan Petersson, Maria Lundqvist, Behrouz "Berra" Badreh, Mauri Hermundsson och Charlotta Björck.
Lagtestare: Anders "Ankan" Johansson.
Säsongen sänds 2024, för första gången på TV4, efter att de köpt programmet. Nytt för säsongen är att man inte kommer ha en ny gästtestare för varje program. Den fasta panelen utökas till fem personer istället för fyra.
Under de så kallade "lagtesterna" tävlar man i lag om tre och tre, istället för lag om två och två. Ena laget består av tre panelmedlemmar och det andra laget består av två panelmedlemmar och en tidigare deltagare i Bäst i test. Tidigare har panelen bestått av fyra personer, och det har då varit lag om två och två, och den så kallade "gästtestaren" hade möjlighet att få poäng, genom att gissa vilket lag hen trodde skulle vinna.

#### Avsnitt
I tidigare säsonger utgjordes avsnittets titel av den gästande deltagarens namn. Från och med denna säsong består avsnittets namn av en replik från det aktuella avsnittet. 
| Säsong | Nr | Avsnitt                            | Sändningsdatum   | Vinnare           | Vinnare           |
| ------ | -- | ---------------------------------- | ---------------- | ----------------- | ----------------- |
| 1 (8)  | 1  | "Den bara kör och kör"             | 12 januari 2024  | Mauri Hermundsson | Mauri Hermundsson |
| 1 (8)  | 2  | "Världens äckligaste frukt"        | 19 januari 2024  | Johan Petersson   | Johan Petersson   |
| 1 (8)  | 3  | "Finns det tejp så finns det hopp" | 26 januari 2024  | Johan Petersson   | Johan Petersson   |
| 1 (8)  | 4  | "Tråkigt, tycker vi på Nyheterna"  | 2 februari 2024  | Maria Lundqvist   | Maria Lundqvist   |
| 1 (8)  | 5  | "Hej, det är Baba Ganoush"         | 9 februari 2024  | Behrouz Badreh    | Behrouz Badreh    |
| 1 (8)  | 6  | "Jag kommer spetsa äggplantan"     | 16 februari 2024 | Charlotta Björck  | Charlotta Björck  |
| 1 (8)  | 7  | "Ska jag parkera en sous vide?"    | 23 februari 2024 | Behrouz Badreh    | Behrouz Badreh    |
| 1 (8)  | 8  | "Kossan puttade ut mig på marken"  | 1 mars 2024      | Behrouz Badreh    | Behrouz Badreh    |
| 1 (8)  | 9  | "En räv sitter väl aldrig fel"     | 8 mars 2024      | Mauri Hermundsson | Mauri Hermundsson |
| 1 (8)  | 10 | "Gorgonzola, det är en ost va?"    | 15 mars 2024     | Charlotta Björck  | Charlotta Björck  |

#### Poängsammanställning
Nedan följer poängställningen för respektive avsnitt. Färgerna i poängtabellen anger högsta respektive lägsta poäng per avsnitt.
- Gul bakgrund och fetstil anger högsta poäng
- Röd bakgrund anger lägsta poäng

| Avsnitt | Johan | Maria | "Berra" | Mauri | Charlotta |
| ------- | ----- | ----- | ------- | ----- | --------- |
| 1       | 21    | 13    | 18      | 26    | 21        |
| 2       | 24    | 15    | 14      | 24    | 15        |
| 3       | 27    | 20    | 22      | 21    | 23        |
| 4       | 18    | 28    | 13      | 16    | 18        |
| 5       | 19    | 18    | 25      | 19    | 13        |
| 6       | 19    | 19    | 18      | 20    | 23        |
| 7       | 19    | 19    | 20      | 19    | 19        |
| 8       | 18    | 17    | 21      | 16    | 19        |
| 9       | 11    | 18    | 21      | 23    | 14        |
| 10      | 12    | 21    | 20      | 16    | 22        |

#### Den totala poängställningen efter säsongen
| Tävlande  | Sammanlagd poäng | Placering |
| --------- | ---------------- | --------- |
| Mauri     | 198 poäng        | 1         |
| "Berra"   | 192 poäng        | 2         |
| Johan     | 188 poäng        | 3         |
| Maria     | 188 poäng        | 3         |
| Charlotta | 187 poäng        | 5         |

### Sämst i Test (2024)
|         | Nr | Avsnitt      | Sändningsdatum | Deltagare                                                                                            | Vinnare                                                               |
| ------- | -- | ------------ | -------------- | --- | --------------------------------------------------------------------- |
| Special | -  | Sämst i Test | 24 maj 2024    | Marcus Berggren, Marika Carlsson, Kristina "Keyyo" Petrushina, Nassim Al Fakir och Johanna Nordström | Marcus Berggren (Sämst i test: Johanna Nordström och Nassim Al Fakir) |

Sämst i Test spelades in i Villa Frescati, det vill säga testhuset från de fyra första säsongerna i Bäst i Test. I detta program medverkade fem av dem som presterat allra sämst i tidigare säsonger av Bäst i Test. Priset bestod i en byst i lera föreställande David Sundin. Högst poäng fick Marcus och vann därmed avsnittet, medan Johanna och Nassim hamnade på delad sista plats och fick lyfta Davids byst i lera över sina huvuden.  

#### Poängsammanställning
| Tävlande | Poäng | Placering |
| -------- | ----- | --------- |
| Marcus   | 18    | 1         |
| Keyyo    | 17    | 2         |
| Marika   | 17    | 2         |
| Johanna  | 15    | 3         |
| Nassim   | 15    | 3         |

### Säsong 9 (Hösten 2024)
Panel: Eric Stern, Nour El Refai, Lotta Engberg, Torbjörn Averås Skorup och Marie Agerhäll.
Lagtestare: Olof Wretling
Säsongen var den första att sändas under hösten, vilket gjorde att 2024 hade två säsonger. 

#### Avsnitt
| Säsong | Nr | Avsnitt                            | Sändningsdatum    | Vinnare                | Vinnare                |
| ------ | -- | ---------------------------------- | ----------------- | ---------------------- | ---------------------- |
| 2 (9)  | 1  | "Här kommer ögongodis"             | 16 augusti 2024   | Nour El Refai          | Nour El Refai          |
| 2 (9)  | 2  | "Dragga efter svärmor i fel sjö"   | 23 augusti 2024   | Eric Stern             | Eric Stern             |
| 2 (9)  | 3  | "Åh nej, jag gick i bajs"          | 30 augusti 2024   | Eric Stern             | Eric Stern             |
| 2 (9)  | 4  | "Troll i vind"                     | 6 september 2024  | Torbjörn Averås Skorup | Torbjörn Averås Skorup |
| 2 (9)  | 5  | "Babben är missnöjd"               | 13 september 2024 | Nour El Refai          | Nour El Refai          |
| 2 (9)  | 6  | "Det här är 100% brunsås"          | 20 september 2024 | Torbjörn Averås Skorup | Torbjörn Averås Skorup |
| 2 (9)  | 7  | "Väldigt synd på rara ärtor"       | 27 september 2024 | Torbjörn Averås Skorup | Torbjörn Averås Skorup |
| 2 (9)  | 8  | "Twice in a Lifetime"              | 4 oktober 2024    | Marie Agerhäll         | Marie Agerhäll         |
| 2 (9)  | 9  | "Släpp bowlingen fri!"             | 11 oktober 2024   | Torbjörn Averås Skorup | Torbjörn Averås Skorup |
| 2 (9)  | 10 | "Jag tänker väldigt mycket pingis" | 18 oktober 2024   | Torbjörn Averås Skorup | Torbjörn Averås Skorup |

#### Poängsammanställning
Nedan följer poängställningen för respektive avsnitt. Färgerna i poängtabellen anger högsta respektive lägsta poäng per avsnitt.
- Gul bakgrund och fetstil anger högsta poäng
- Röd bakgrund anger lägsta poäng

| Avsnitt | Eric | Nour | Lotta | Torbjörn | Marie |
| ------- | ---- | ---- | ----- | -------- | ----- |
| 1       | 20   | 28   | 24    | 20       | 16    |
| 2       | 21   | 17   | 19    | 20       | 19    |
| 3       | 26   | 21   | 21    | 20       | 21    |
| 4       | 18   | 16   | 19    | 23       | 19    |
| 5       | 13   | 25   | 19    | 22       | 17    |
| 6       | 13   | 23   | 23    | 24       | 9     |
| 7       | 20   | 17   | 15    | 21       | 20    |
| 8       | 20   | 18   | 15    | 17       | 25    |
| 9       | 24   | 9    | 17    | 24       | 12    |
| 10      | 20   | 19   | 20    | 24       | 6     |

1. ↑  I avsnitt 9 kom Eric och Torbjörn på delad första plats med 24 poäng vardera. Efter att de ställts mot varandra i ett 'tie-break' vann slutligen Torbjörn.
2. ↑  I det sista avsnittet fick Marie Agerhäll 6 poäng, och övertog rekordet för minst antal poäng i ett avsnitt från Marcus Berggrens 7 poäng från säsong 7.

#### Den totala poängställningen efter säsongen
| Tävlande | Sammanlagd poäng | Placering |
| -------- | ---------------- | --------- |
| Torbjörn | 215              | 1         |
| Eric     | 195              | 2         |
| Nour     | 193              | 3         |
| Lotta    | 192              | 4         |
| Marie    | 164              | 5         |

### Julspecial (2024)
Panel: Pär Lernström, Hanna Dorsin, Samir Badran, Klas Eriksson och Sissela Benn
|         | Nr | Avsnitt           | Sändningsdatum   | Vinnare       |
| ------- | -- | ----------------- | ---------------- | ------------- |
| Special | -  | "Julspecial 2024" | 20 december 2024 | Klas Eriksson |

#### Poängsammanställning
| Tävlande | Poäng | Placering |
| -------- | ----- | --------- |
| Klas     | 25    | 1         |
| Hanna    | 18    | 2         |
| Samir    | 16    | 3         |
| Pär      | 15    | 4         |
| Sissela  | 12    | 5         |

### Säsong 10 (Våren 2025)
Panel: Jan Rippe, Christine Meltzer, Olle Sarri, Alfred Svensson och Gina Dirawi.
Lagtestare: Ellen Bergström

#### Avsnitt
| Säsong | Nr | Avsnitt                                   | Sändningsdatum   | Vinnare           |
| ------ | -- | ----------------------------------------- | ---------------- | ----------------- |
| 3 (10) | 1  | "Du ska hänga från buken och powerhanden" | 10 januari 2025  | Alfred Svensson   |
| 3 (10) | 2  | "Du har ju inga hål!"                     | 17 januari 2025  | Olle Sarri        |
| 3 (10) | 3  | "Golf är bland det häftigaste som finns"  | 24 januari 2025  | Jan Rippe         |
| 3 (10) | 4  | "Jag har rakat mina armar för det här"    | 31 januari 2025  | Alfred Svensson   |
| 3 (10) | 5  | "Du heter Baloo idag"                     | 7 februari 2025  | Christine Meltzer |
| 3 (10) | 6  | "En vagga av toast"                       | 14 februari 2025 | Olle Sarri        |
| 3 (10) | 7  | "Aja baja kaka smaka"                     | 21 februari 2025 | Christine Meltzer |
| 3 (10) | 8  | "Vi kommer aldrig få sätta på honom"      | 28 februari 2025 | Christine Meltzer |
| 3 (10) | 9  | "High five, eventuellt!"                  | 7 mars 2025      | Jan Rippe         |
| 3 (10) | 10 | "Linköping"                               | 14 mars 2025     | Gina Dirawi       |

#### Poängsammanställning
Nedan följer poängställningen för respektive avsnitt. Färgerna i poängtabellen anger högsta respektive lägsta poäng per avsnitt.
- Gul bakgrund och fetstil anger högsta poäng
- Röd bakgrund anger lägsta poäng

| Avsnitt | Jan | Christine | Olle | Alfred | Gina |
| ------- | --- | --------- | ---- | ------ | ---- |
| 1       | 21  | 18        | 19   | 29     | 17   |
| 2       | 20  | 12        | 25   | 22     | 15   |
| 3       | 23  | 20        | 16   | 20     | 10   |
| 4       | 16  | 15        | 16   | 21     | 19   |
| 5       | 17  | 22        | 21   | 13     | 20   |
| 6       | 10  | 10        | 15   | 14     | 12   |
| 7       | 19  | 27        | 25   | 26     | 11   |
| 8       | 12  | 23        | 19   | 18     | 16   |
| 9       | 26  | 15        | 16   | 18     | 11   |
| 10      | 17  | 22        | 24   | 9      | 26   |

#### Den totala poängställningen efter säsongen
| Tävlande  | Sammanlagda poäng | Placering |
| --------- | ----------------- | --------- |
| Olle      | 198               | 1         |
| Alfred    | 190               | 2         |
| Christine | 186               | 3         |
| Jan       | 180               | 4         |
| Gina      | 157               | 5         |

### Vinnarnas Vinnare
I samband med säsongsfinalen i säsong 10, den 14 mars 2025, annonseras ett nytt specialavsnitt redan följande fredag. Avsnittet kallas Vinnarnas vinnare och där tävlar fem tidigare vinnare från Bäst i Tests sju första säsonger om att bli den ultimata vinnaren av Bäst i Test. De tävlande är Bianca Kronlöf (säsong 1), Erik Ekstrand (säsong 2), Clara Henry (säsong 3), Olof Wretling (säsong 5) och Linnéa Wikblad (säsong 7).
|         | Nr | Avsnitt           | Sändningsdatum | Deltagare                                                                    | Vinnare       |
| ------- | -- | ----------------- | -------------- | ---------------------------------------------------------------------------- | ------------- |
| Special | -  | Vinnarnas Vinnare | 21 mars 2025   | Olof Wretling, Clara Henry, Linnéa Wikblad, Erik Ekstrand och Bianca Kronlöf | Erik Ekstrand |

#### Poängsammanställning
| Tävlande | Poäng | Placering |
| -------- | ----- | --------- |
| Erik     | 24    | 1         |
| Clara    | 22    | 2         |
| Linnéa   | 20    | 3         |
| Olof     | 15    | 4         |
| Bianca   | 8     | 5         |

## Bäst i test i andra medier
- Bäst i test-redaktionen driver sedan 2019 instagramkontot "bastitest_tv", där de lägger upp material från säsongen och även bakom kulisserna.[31]

- Den 28 maj 2021 utgav Bokförlaget Forum boken: Bäst i test: 199 tester för hemmabruk. Boken är skriven av David Sundin och består av 199 tester som kan utföras vid alla möjliga tillfällen, i grupp eller individuellt. I boken finns även ett förord från Babben Larsson, guider för hur man arrangerar egna Bäst i test-tävlingar, samt anekdoter från tidigare säsonger av Bäst i test.[32]
- Den 3 juni 2022 utgav Bokförlaget Forum boken Bäst i test 2: 201 1/2 nya tester för hemmabruk. Boken är en uppföljare på föregående års bok och även denna skriven av David Sundin. I boken delar David Sundin med sig av minnen från inspelningarna av Bäst i test, bakom kulisserna. Här finns dessutom 201 och ett halvt nya tester för olika tillfällen, i fest som i vardag.[33]
- Brädspelsföretaget Alga utgav 2023 ett brädspel baserat på Bäst i test. Brädspelet Bäst i test ger spelarna möjlighet att ikläda sig Babbens, Davids eller en tävlandes roll och genomföra tester.[34]

## Likheter och skillnader med Taskmaster
Bäst i test har det brittiska programmet Taskmaster som förlaga och därmed finns många likheter men också skillnader. 
Likheter
- De flesta tester poängsätts i skalan 1–5
- Många tester från Taskmaster har använts i mer eller mindre modifierad form i Bäst i test. Ett exempel är ett språktest, där deltagaren ska försöka kommunicera med någon som talar ett för deltagaren obekant språk.
- Varje test kommenteras i studion där deltagarna får motivera sina genomföranden.
- Priserna i varje avsnitt baseras på föremål som paneldeltagarna fått ta med sig, efter något tema. (Detta förekom dock endast i de två första säsongerna av Bäst i test).
- Huvudpriset i varje säsong är en byst i guld föreställande programledaren.

Skillnader
- Precis som i Taskmaster har Bäst i test fem deltagare i varje avsnitt, men i Bäst i test utgörs den femte paneldeltagaren av en gästdeltagare, en ny gäst för varje avsnitt (till säsong 8, då de är 5 i panelen och ingen gästtestare).
- Från säsong tre utgörs priser i varje avsnitt av ett pris som baseras på något test i det avsnittet.
- Inslaget "Mitt i programmet" är unikt för Bäst i test. Det är ett studiotest som inleds med att gästdeltagaren intervjuas. Den märkliga intervjun ska sedan leda till testet. (Från och med säsong 8 intervjuas en slumpmässig panelmedlem i varje avsnitt)
- De svenska avsnitten som producerades av public service, var något längre än de engelska som har reklampauser. Sedan säsong 8, när en kommersiell kanal tog över produktionen, har även de svenska avsnitten reklampauser, men de är fortfarande något längre än de engelska.
- Taskmaster har avsnittstitlar som visas i början av varje avsnitt, en kort fras som någon av deltagarna eller taskmastern säger under avsnittet. Sedan säsong 8 har de svenska avsnitten också avsnittstitlar, men dessa visas bara på streamingtjänster och inte i själva avsnitten.
- Taskmastern och hans assistent sitter på en större och en mindre guldtron. I Bäst i test sitter programledarna vid skrivbord.
- I Taskmaster visas poängställning stigande från vänster till höger, i Bäst i test är det tvärtom stigande från höger till vänster.

### Likheter och skillnader med andra internationella "Bäst i test"-program.

#### Kongen befaler (Bäst i test Norge, Norge)
- I likhet med Taskmaster (och Bäst i test från och med säsong 8), har Kongen befaler fem fasta paneldeltagare.
- Programstrukturen liknar Taskmaster, med fem moment i varje avsnitt, ett pristest, tre tester i huset och ett finaltest. Programtiden är likt Taskmaster cirka 40 minuter (reklampauser borträknade.
- Likt Taskmaster är lagen i Kongen befaler uppdelade så att det är 3 personer i ett lag och 2 i ett annat. Detta skiljer dem från Bäst i test, där lagen alltid haft jämna antal deltagare (Två i varje lag i de sju första säsongerna, och tre i varje lag från och med säsong 8 där ett av lagen får förstärkning av en gästtestare).
- Kongen Befaler sänder två säsonger per år, likt Taskmaster och Bäst i test sedan 2024.

#### Suurmestari (Finland)
- I likhet med Bäst i test (säsong 1-7), har Suurmestari fyra deltagare och en gästdeltagare i varje avsnitt. Till skillnad från Bäst i test tävlar dock den enskilde gästdeltagaren enbart om att vinna avsnittet. Gästdeltagarna deltar inte, vare sig ensam eller samlat i kampen om hela säsongen. Bara de fasta paneldeltagarna tävlar om säsongens huvudpris. Men precis som i Bäst i test dyker en del gästdeltagare ibland upp som fasta paneldeltagare i senare säsonger.

- I likhet med Taskmaster, men till skillnad från Bäst i test, innehåller ett avsnitt i Suurmestari sammanlagt fem tester, i vilket ingår ett pristest och ett finaltest i studion. Programtiden är cirka 40 minuter (reklampauser borträknade)
- Suurmestari har till skillnad från sina internationella motsvarigheter inte haft några lagtester, förrän i säsong 5 (sändes 2024)
- Suurmestari sänder en säsong per år i finsk television.

## Nomineringar och utmärkelser
- Programmet nominerades till Kristallen 2018 i kategorin Bästa underhållningsprogram.

- Programmet vann Kristallen 2019 i kategorin Årets program, och var också nominerat i kategorin Bästa underhållningsprogram. David Sundin var också nominerad i kategorin Bästa manliga programledare. Babben Larsson och David Sundin ledde även galan.
- Programmet nominerades i kategorin Bästa humorprogram i Barncancergalan – Det svenska humorpriset 2019 och 2020. 2020 nominerades programmet även i kategorin Barnens pris.
- Vinnare av Barnens Pris vid Barncancergalan – det svenska humorpriset 2020.
- Programmet vann Kristallen 2020 i kategorin Bästa underhållningsprogram, och var också nominerat i kategorin Årets program. Babben Larsson och David Sundin var också nominerade i kategorierna Bästa kvinnliga programledare respektive Bästa manliga programledare.
- Programmet nominerades till Kristallen 2024 i kategorierna Tittarnas Favoritprogram och kategorin Årets Underhållningsprogram.